# Vikingabyn (Kvarnbo)

Vikingabyn är ett arkeologiskt friluftsmuseum beläget i Kvarnbo i Saltviks kommun på Åland. För verksamheten svarar Fornföreningen Fibula som även är medlemmar i EXARC (Arkeologiska friluftsmuseers organisation).
På det inhägnade området finns bland annat ett långhus, en smedja, en hallbyggnad, anläggningar för olika hantverk ett antal mindre byggnader. Funktioner som storkök och hygienutrymmen är inrymda i till det yttre tidsenliga byggnader. Det finns även en ring för kämpalekar och stora gräsytor där gästande vikingar kan slå upp sina tält. Vikingabyn har pedagogisk verksamhet för skolklasser, används av föreningen för kurser och annan föreningsverksamhet och tar emot bokningar av större sällskap.
I vikingabyn har det 2012–2014 byggts en replik av ett vikingatida fartyg, Borge Swyn, som har hemmahamn i Kvarnboviken i närheten av vikingabyn.
I närheten av vikingabyn, invid Saltviks kyrka, har man 2014 bedrivit utgrävningar av en vikingatida hallbyggnad.
I slutet av juli varje år hålls en stor vikingamarknad, Vikingamarknaden, som besöks av 300–400 deltagande vikingar (säljare och andra aktörer) från många olika länder och cirka 9000 besökare.